# Wessington (Anglia)
Wessington – wieś w Anglii, w hrabstwie Derbyshire, w dystrykcie North East Derbyshire. Leży 22 km na północ od miasta Derby i 200 km na północny zachód od Londynu.